# Protoribates diani
Protoribates diani är en kvalsterart som först beskrevs av Sandór Mahunka 1986.  Protoribates diani ingår i släktet Protoribates och familjen Protoribatidae. Inga underarter finns listade i Catalogue of Life.